# ميلاني لي
ميلاني لي (بالإنجليزية: Melanie Lee)‏ هي أحيائية بريطانية، ولدت في 29 يوليو 1958.